# Лопухинка (Ленинградская область)
Лопухи́нка (фин. Lopuhkina) — деревня в Ломоносовском районе Ленинградской области. Административный центр Лопухинского сельского поселения.
В деревне находилась водолечебница, ранее являвшаяся усадебным домом. Вблизи деревни находится уникальный памятник природы — радоновые источники и озёра в деревне Лопухинка.

## История
Первые упоминания усадьбы Лопухинка относятся к XVIII веку, когда на месте деревни Сергиевская по межеванию 1747 года советнику Никите Лопухину из опального тогда рода Лопухиных принадлежит здешнее имение (первым владельцем считается его брат Пётр Лопухин). От фамилии Лопухиных берёт название деревня Лопухинка, а также речка Лопухинка, ранее носившая название Рудица.
На карте Санкт-Петербургской губернии Я. Ф. Шмидта 1770 года упоминается как усадьба Сергиевская.
Далее имение переходит из рук в руки, в 1780 году здесь появляется полноценная усадьба, а в 1794 году имение принадлежит обер-секретарю Сената И. Хмельницкому.
Согласно 6-й ревизии 1811 года мыза Лопухинка принадлежала А. О. Боттому и коллежскому советнику П. О. Боттому.
Затем она оказывается во владении Х. Ф. Геринга (1747−1821; Christian Gustav von Heering). Его сын, подполковник в отставке Павел Христианович Геринг, получив в наследство имение в 1833 году, сразу оценил возможности и местоположение местности (в том числе наличие радоновых источников) и занялся коренным переустройством усадьбы.

ЛАПУХИНКА — мыза и деревня принадлежат подполковнику Герингу, число жителей по ревизии: 22 м. п., 22 ж. п.

При оной бумажная каменная фабрика. (1838 год)

К 1841 году здесь была не только прекрасная усадьба, но и настоящий курорт с сетью водолечебниц, который мог составить конкуренцию полюстровскому.
В пояснительном тексте к этнографической карте Санкт-Петербургской губернии П. И. Кёппена 1849 года она записана как деревня Lopuchinka (Лопухинка) и указано количество её жителей на 1848 год: савакотов — 9 м п., 7 ж. п., всего 16 человек, русских — 89 человек.

ЛОПУХИНКА — деревня подполковника Геринга, по просёлочной дороге, число дворов — 5, число душ — 19 м. п. (1856 год)

В этот период по заказу владельца Л. А. Серяковым выполняются гравированные на дереве виды усадьбы.
Согласно 10-й ревизии 1856 года деревня называлась Лопухинское и принадлежала полковнику Герингу.
В 1860 году Лопухинка насчитывала 8 дворов, в деревне была водяная мельница, две кузницы, два кабака, харчевня, часовня и казённый госпиталь.

ЛОПУХИНКА — мыза владельческая при ключах, на Копорском просёлочном тракте, в 35 верстах от Петергофа, число дворов — 2, число жителей: 60 м. п., 32 ж. п.; 
 Бумажная фабрика. Гидропатический военный госпиталь.

ЛОПУХИНКА (БЕРЕЗНИКИ) — деревня владельческая при ключах, там же, число дворов — 7, число жителей: 23 м. п., 31 ж. п. (1862 год)

В 1880 году временнообязанные крестьяне деревни выкупили свои земельные наделы у П. П. Геринга и стали собственниками земли.
На 1884 год была заселена в основном ижорой.

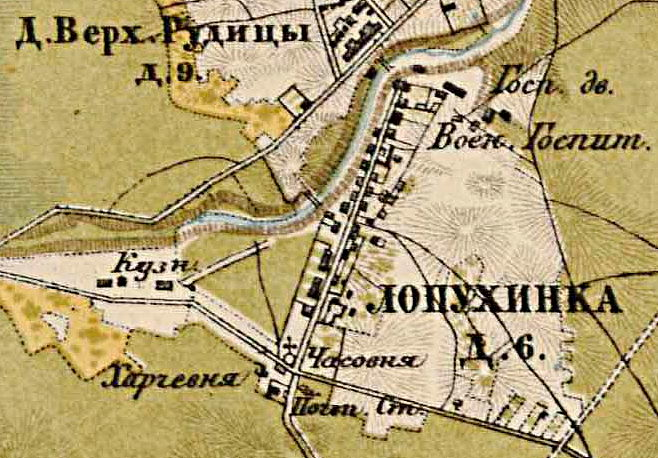
План деревни Лопухинка. 1885 год

В 1885 году деревня насчитывала 6 крестьянских дворов, харчевню, часовню, кузницу и почтовое отделение. К этому году курорт приходит в упадок, однако имение остаётся родовым имением Герингов вплоть до 1917 года.
Согласно материалам по статистике народного хозяйства Петергофского уезда 1887 года мыза Лопухинка площадью 221 десятина принадлежала жене капитана С. К. Геринга, она была приобретена в 1869 году за 3000 рублей. Водяная мельница сдаётся в аренду, 14 домов и бараки бывшего водолечебного заведения и госпиталя пустуют.
В конце XIX века деревня административно относилась к Медушской волости 2-го стана Петергофского уезда Санкт-Петербургской губернии, в начале XX века — 3-го стана. По приходским данным население деревни было исключительно финским.
По данным «Памятной книжки Санкт-Петербургской губернии» за 1905 год мыза Лопухинка площадью 335 десятин принадлежала жене штабс-капитана Серафиме Карловне Геринг. Посёлок Лопухинка площадью 338 десятин принадлежал купцу Ефиму Андреевичу Петрову.
К 1913 году количество дворов в Лопухинке увеличилось до 13.
Правнук Геринга владел усадьбой до 1917 года, но это уже была рядовая мыза.
С 1917 по 1923 год деревня входила в состав Лопухинского сельсовета Медушской волости Петергофского уезда.
С 1923 года в составе Троцкого уезда.
С 1924 года в составе Центрального сельсовета.
Согласно данным переписи населения СССР 1926 года в деревне Лопухинка проживали 186 человек — большинство русские, а также эстонцы и финны.
С февраля 1927 года в составе Гостилицкой волости. С августа 1927 года в составе Ораниенбаумского района.
В 1928 году население деревни Лопухинка также составляло 186 человек.

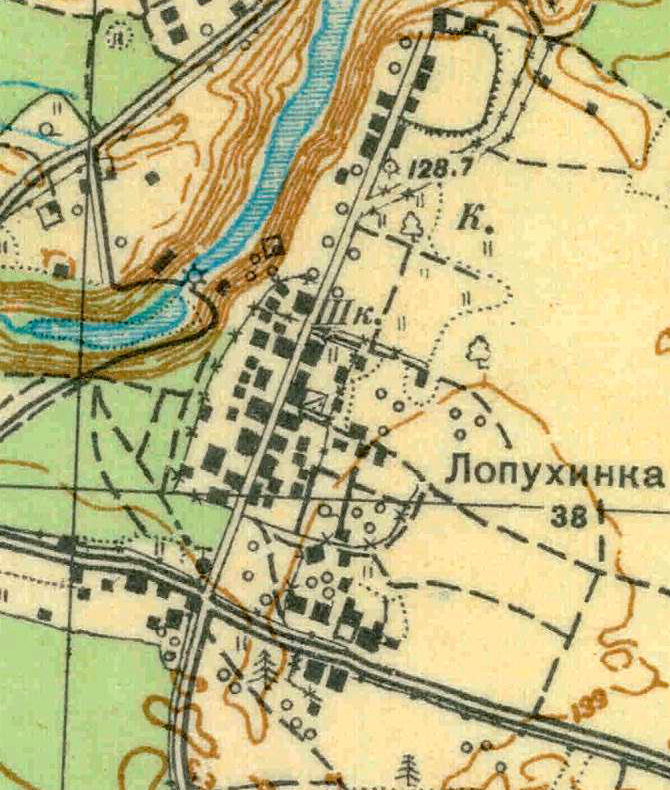
План деревни Лопухинка. 1930 год

Согласно топографической карте 1930 года деревня насчитывала 38 дворов, в деревне находилась часовня, школа и водяная мельница.
По данным 1933 года деревня Лопухинка являлась административным центром Центрального сельсовета Ораниенбаумского района, в который входили 16 населённых пунктов: деревни Новая Буря, Старая Буря, Горка Будёновка, Лопухинка, Медуши Новые, Медуши Старые, Никольское, Никкорово, Радышево, Разлово, Савольщено I, Савольщено II, Савольщено III, Слепино, Соколовка и посёлок Бугры, общей численностью населения 2022 человека.
По данным 1936 года в состав Центрального сельсовета входили 17 населённых пунктов, 458 хозяйств и 15 колхозов. Административным центром сельсовета было село Лопухинка.
Деревня была освобождена от немецко-фашистских оккупантов 27 января 1944 года.
С 1960 года вновь в составе Лопухинского сельсовета.
С 1963 года в составе Гатчинского района.
С 1965 года вновь в составе Ломоносовского района. В 1965 году население деревни Лопухинка составляло 635 человек.
По данным 1966 и 1973 годов деревня Лопухинка также находилась в составе Лопухинского сельсовета и являлась его административным центром, в деревне располагалась центральная усадьба совхоза «Кронштадтский».
По данным 1990 года в деревне Лопухинка проживали 2298 человек. Деревня являлась административным центром Лопухинского сельсовета в который входили 13 населённых пунктов: деревни Верхние Рудицы, Воронино, Глобицы, Горки, Заостровье, Извара, Лопухинка, Муховицы, Никольское, Новая Буря, Савольщина, Старые Медуши, Флоревицы, общей численностью населения 3717 человек.
В 1997 году в деревне проживали 1772 человека, в 2002 году — 1726 человек (русские — 91 %), в 2007 году — 1974.

## География
Деревня расположена в юго-западной части района на автодороге 41К-008 (Петродворец — Криково) в месте примыкания к ней автодороги 41К-026 (Лопухинка — Шёлково).
Расстояние до районного центра — 55 км.
Расстояние до ближайшей железнодорожной станции Копорье — 30 км.
Местность представлена равниной (альтитуда 132 м) Балтийско-Ладожского уступа (глинта).
С юга к верхней бровке глинта примыкает Ордовикское плато.

## Демография
| 1838  | 1848  | 1862  | 1928  | 1965 | 1990  | 1997  |
| ----- | ----- | ----- | ----- | ---- | ----- | ----- |
| 44    | ↗105  | ↗146  | ↗186  | ↗635 | ↗2298 | ↘1772 |
| 2002  | 2007  | 2010  | 2017  |      |       |       |
| ↘1726 | ↗1974 | ↘1648 | ↗1896 |      |       |       |

## Достопримечательности
- Лопухинское радоновое озеро (гидрогеологический памятник природы) Является памятником природы гидрогеологического типа местного значения. В верховьях долины родников построены две плотины, выше которых образовались два небольших искусственных озера (расстояние между ними — около 50 м, длина верхнего озера примерно 200 м, нижнего 550 м, ширина озёр 40-60 м) с водой бирюзово-изумрудного цвета, питающееся родниками, вытекающими из трещиноватых ордовикских известняков. Подземные воды, питающие родники залегают на глубине 10-15 м от поверхности. Их выходы в виде родников и ключей формируют исток реки Лопухинка. Эта вода традиционно считалась лечебной. Обогащение радоном трещинных вод известняков происходит за счёт радиоактивных диктионемовых сланцев, обладающих повышенным содержанием урана. Произведённые эманационным методом определения радона в воде источника дали концентрацию в 54 Бк/л. Площадь памятника природы — 16,0 км².
- В карьерах Лопухинки очень много окаменелостей Ордовикского периода. Трилобиты, трубки, вулканические камни просто торчат из обвалов стен карьера.
- Усадьба Лопухинка, располагавшаяся над запрудой речки Лопухинки. Двухэтажный барский дом с бельведером построил Христиан Геринг в 1780-е, а в 1830-е его арендовал известный мореплаватель Беллинсгаузен, который организовал водолечебницу[39]. У входа в усадьбу возлежали два льва, высеченные из известняка, сейчас они находятся у здания администрации. После ликвидации школы, размещавшейся в усадьбе, здание начало быстро разрушаться и в настоящее время имеет вид руины без крыши и межэтажных перекрытий.

## Фото

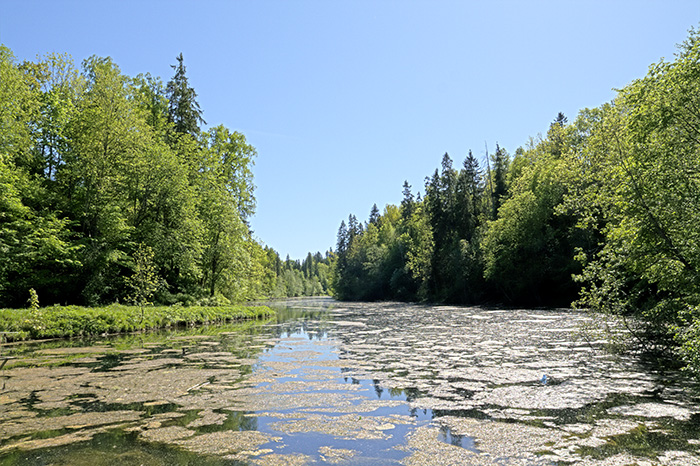
Радоновое озеро
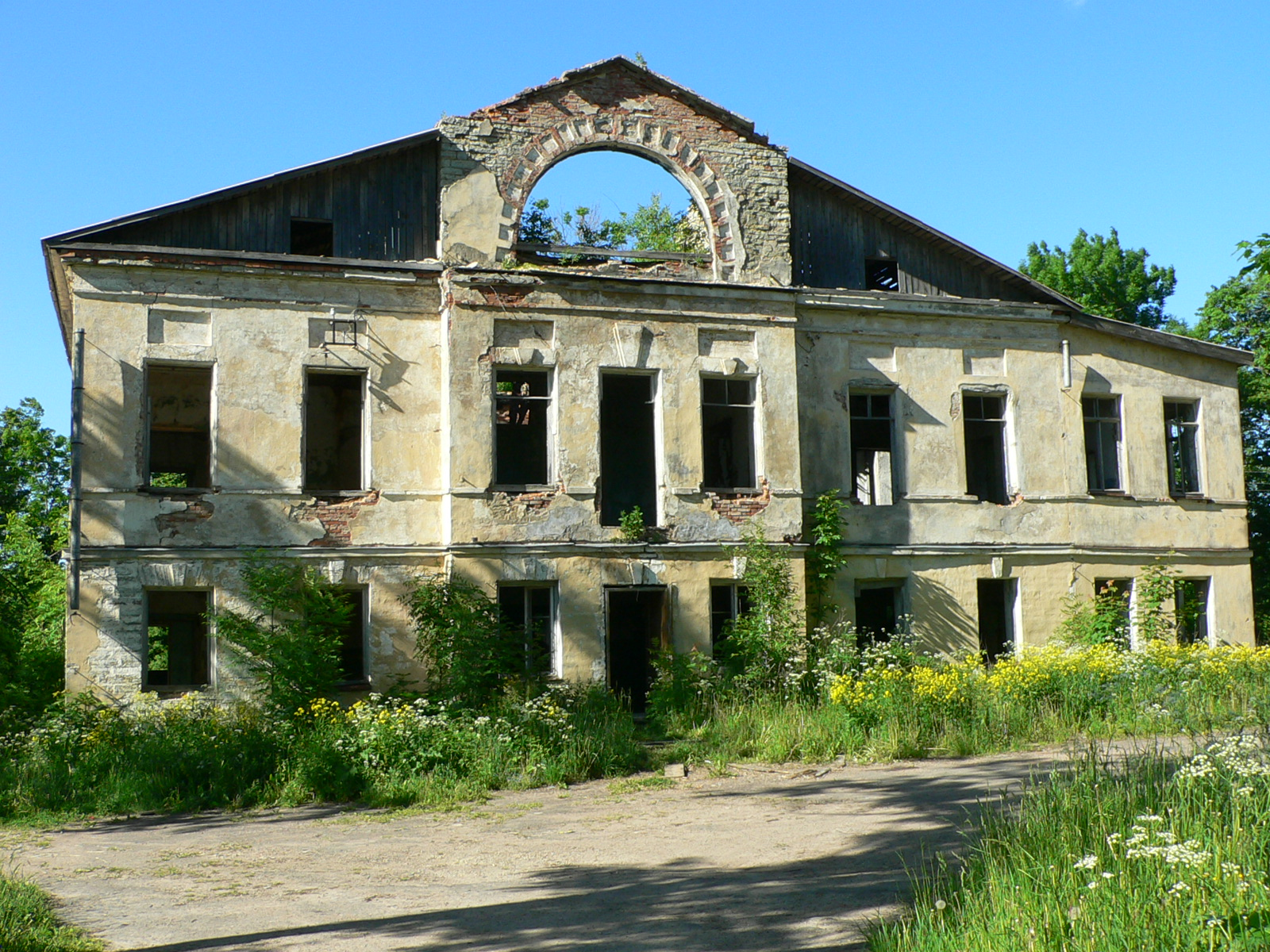
Главный дом усадьбы
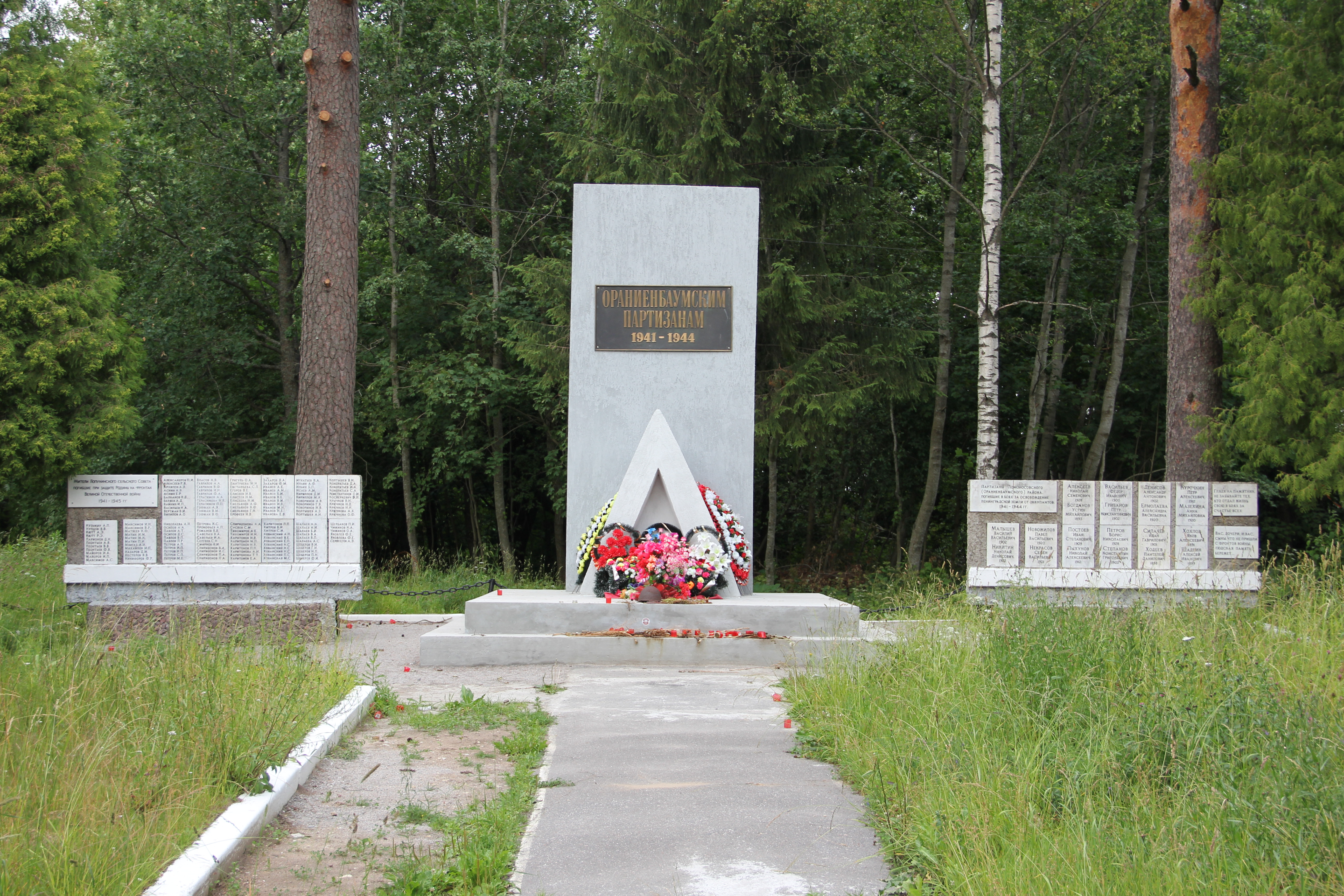
Памятный знак партизанам «Шапаш»

## Инфраструктура
- Магазин «Пятёрочка»
- Больница
- Средняя образовательная школа
- Общественная баня
- Магазин «Магнит»
- Клуб и досуговый центр
- Магазин «Светофор»
- Пункт выдачи заказов «Ozon» и «Wildberries»
- Магазин «Монетка»

## Транспорт
| №    | Конечная остановка 1   | Конечная остановка 2   | Примечания |
| ---- | ---------------------- | ---------------------- | --- |
| 463  | Станция Новый Петергоф | 5-й км бетонной дороги | Социальный автобусный маршрут города Санкт-Петербурга. Оплата наличными не принимается, возможна активация отложенного пополнения карты «Подорожник» |
| 463А | Станция Новый Петергоф | Лопухинка              | Социальный автобусный маршрут города Санкт-Петербурга. Оплата наличными не принимается, возможна активация отложенного пополнения карты «Подорожник» |
| 681  | Копорье                | Ломоносов, вокзал      | Маршрут Ломоносовского района |
| 684  | Ломоносов, вокзал      | 5-й км бетонной дороги | Социальный автобусный маршрут города Санкт-Петербурга. Оплата наличными не принимается, возможна активация отложенного пополнения карты «Подорожник» |
| 685  | Копорье                | Ломоносов, вокзал      | Маршрут Ломоносовского района |
| 685А | Ломоносов, вокзал      | Глобицы                | Социальный автобусный маршрут города Санкт-Петербурга. Оплата наличными не принимается, возможна активация отложенного пополнения карты «Подорожник» |
| 686  | Ломоносов, вокзал      | Горки                  | Социальный автобусный маршрут города Санкт-Петербурга. Оплата наличными не принимается, возможна активация отложенного пополнения карты «Подорожник» |
| 688  | 5-й км бетонной дороги | Ломоносов, вокзал      | Маршрут Ломоносовского района |

## Улицы
1-я Линия, 2-я Линия, 3-я Линия, 4-я Линия, 5-я Линия, 6-я Линия, 7-я Линия, 8-я Линия, 9-я Линия, 10-я Линия, 11-я Линия, 12-я Линия, 13-я Линия, 14-я Линия, 15-я Линия, 16-я Линия, 17-я Линия, 18-я Линия, 19-я Линия, 20-я Линия, 21-я Линия, 22-я Линия, 23-я Линия, 24-я Линия, 25-я Линия, Берёзовая, Васильковая, Верхний переулок, Детская, Детский дом, Лесная, Луговая, Мира, Молодёжная, Нижний переулок, Первомайская, Сиреневая, Советская, Солнечная, Счастливая, Хвойная.